# Улица Фирсова (Рязань)
Улица Фирсова (ранее — Касимовка) — улица в центре города Рязани. Проходит от Кально́й улицы до улицы Есенина. Пересекает сквер Городов побратимов у рязанского мясокомбината. Слева (при движении в сторону Кально́й улицы) примыкает улица Грибоедова. Справа примыкают улица Попова и Касимовское шоссе. Продолжением улицы от перекрёстка с улицей Есенина является Садовая улица.
Нумерация домов начинается от улицы Есенина.

## История
Улица Касимовка появилась на южной окраине города в начале XIX века. Названа по направлению старой дороги на Касимов, началом которой она являлась. Застройка улицы состояла из маленьких деревянных домов городских обывателей. 
В начале 1960-х годах старые домики были снесены, на их месте появились новые пятиэтажные дома. Дома были кооперативными, т. е. создавались рабочими электролампового завода (ныне не существующего предприятия), САМ, Радиозавода — дома в обиходе назывались «самовскими», «радиозаводскими» и так далее. 
Тогда же на месте старых городских боен был выстроен современный по тем временам мясокомбинат.
Своё нынешнее название улица получила в честь Александра Яковлевича Фирсова в 1966 году.

## Примечательные здания

### По нечетной стороне
- Дом № 23 — отделение полиции по Советскому району;

- Дом № 25 — Рязанский мясокомбинат;

- Дом № 27 — Рязанский горпищекомбинат и фирменный магазин «Торты»[2]

### По четной стороне
- Дом № 2 — первый в Рязани 16-этажный жилой дом;

- Дом № 24а — Дом охотника и рыболова[3];

- Дом № 26 — торговый центр «Лань» (раньше на его месте и на месте прилегающей к ТЦ стоянке располагался рынок)

## Транспорт
Общественный транспорт по улице не проходит. 
Ближайшие остановки:
| Остановки Общественного Транспорта | Троллейбусы | Автобусы  | Примечание |
| ---------------------------------- | ----------- | --------- | --- |
| Больница №4                        | 13          | 8, 13, 22 | ООТ расположена у Дворца Детского Творчества и городской больницы № 4                                                                                                |
| Мясокомбинат                       | 3, 10, 13   | 8, 23     | ООТ расположена у рынка «Лань» и бывшего мясокомбината. Троллейбус №10 проезжает только через ООТ, расположенную рядом с банями, а также рядом с ныне снесённой АЗС. |